# 중진자본주의론
중진자본주의론 ( Mature Capitalism Theory ) 은 안병직 교수가 제시한 개념으로, 한국과 같은 **중진국(中進國, 중간 수준의 발전 단계에 있는 국가)**이 경험하는 자본주의 발전 과정의 특징과 한계를 분석하는 이론이다. 이는 기존의 종속 이론이나 식민지 반봉건사회론을 비판하며, 한국의 경제 발전을 보다 독자적인 관점에서 설명하려는 시도였다.

## 핵심 내용
안병직 교수는 한국이 단순한 후진국이 아니라, 이미 일정 수준의 산업화와 경제 성장을 이룬 ‘중진국’ 단계에 도달한 국가라고 보았다. 이에 따라, 기존의 경제 발전 이론만으로는 설명할 수 없는 중진국 특유의 자본주의 발전 과정과 구조적 문제를 분석하는 것이 필요하다고 주장하였다.

### 한국 경제 발전 과정의 특징
- 케치업 이론을 통한 성장  → 한국은 자생적인 산업 발전보다는 선진국의 기술과 자본을 흡수하여 빠르게 경제 성장을 이루었다.  → 이는 단순한 종속 관계가 아니라, 적극적인 추격 전략의 결과라는 점에서 기존 종속이론과 차별화된다.
- 국가 주도의 경제 성장  → 한국은 1960~1980년대 정부 주도의 산업화 정책(예: 중화학 공업 육성, 수출 주도 성장)을 통해 빠르게 발전하였다.  → 민간 자본보다 국가가 경제 정책을 주도하는 특징을 보였다.
- 대기업 중심의 경제 구조  → 한국 경제는 중소기업보다는 대기업(재벌) 중심의 경제 구조를 형성하며 성장하였다.  → 이 과정에서 **정부와 대기업 간의 긴밀한 협력 관계(정경유착)**가 나타났다.

### 중진국 단계에서 발생하는 문제
안병직 교수는 한국이 후진국에서 중진국으로 성장하는 과정에서 다음과 같은 문제들이 발생한다고 보았다.
- 기술 자립의 한계  → 한국 경제는 초기 성장 단계에서 외국 기술에 의존했으나, 자체적인 기술 혁신이 부족하여 선진국을 완전히 따라잡지 못하는 한계가 존재한다.  → 이는 **중진국 함정(Middle Income Trap)**과 연결될 수 있다.
- 소득 불균형과 양극화 심화  → 대기업 중심의 경제 발전으로 인해 소득 불평등이 심화되었다.  → 이는 노동 시장의 유연성과 복지 정책 부족으로 이어지며 사회적 갈등을 유발할 수 있다.
- 정경유착과 비효율적 자원 배분  → 국가 주도의 경제 발전 과정에서 정부와 대기업 간의 유착이 심화되었으며, 이는 장기적으로 경제 성장의 걸림돌이 될 수 있다.  → 대기업 위주의 정책이 중소기업 성장과 경쟁을 제한하는 부작용을 초래하였다.

## 의의와 한계

### 의의
- 한국 경제 발전을 종속이론이 아닌 독자적 시각에서 분석 → 기존 종속이론은 한국을 미국과 일본의 경제적 종속국으로만 해석했지만, 안병직 교수는 한국 경제가 능동적인 추격 전략을 통해 발전한 점을 강조하였다.
- 중진국 특유의 경제 구조를 분석하는 틀 제공 → 한국과 같은 중진국이 겪는 기술 발전의 한계, 불균형 성장, 정경유착 문제 등을 설명하는 데 유용한 개념이었다.

### 한계
- 중진국 함정을 완전히 설명하지 못함 → 한국이 선진국으로 도약하는 과정에서 연구개발(R&D) 투자 확대, 창의적 혁신 시스템 구축 등의 노력이 이루어졌지만, 중진자본주의론은 이를 충분히 반영하지 못했다.
- 정치·사회적 요소를 경제적 요소보다 덜 고려 → 경제 성장 과정에서 민주화와 시민 사회의 역할도 중요한데, 중진자본주의론은 주로 경제적 요인에 집중했다.